# Прва лига Украјине у фудбалу
Прва лига Украјине је други ниво фудбалских лигашких такмичења у Украјине. У Првој лиги клубови (њих 18) се боре за улазак у Премијер лигу.

## Клубови у сезони 2015—16.
- ФК Иличевац Мариупољ
- НК Верес Ровно
- ФК Десна Чернигов
- ФК Колос Коваливка
- ФК Хелиос Харков
- ФК Нафтовик-Укрнафта Охтирка
- ФК Арсенал Кијев
- ФК Черкаски Дњепар
- ФК Оболон-Бровар Кијев
- ФК Авангард Краматорск
- ФК Полтава
- МФК Миколајив
- ФК Ингулец Петрове
- ФК Суми
- ФК Буковина Чернивци
- ФК Горняк-Спорт Горишни Плавни
- ФК Скала Стриј
- ФК Тернопољ